# 뉴스들어가혁
《뉴스들어가혁》는 대한민국 JTBC 유튜브 채널에서 평일 아침 8시에 방송되었던 JTBC의 유튜브 뉴스 토크쇼 프로그램이다.

## 개요
2024년 1월 2일 첫방송된 JTBC의 유튜브 뉴스 토크쇼 프로그램.
진행자인 이가혁 기자가 밀착팀장으로 발령받음에 따라 2024년 6월 21일 이후 휴식기를 갖게 됐다. 이후 이슈에 따라 유동적으로 생방송을 진행하는 것으로 변경됐다.

## 진행자
- 이가혁 기자

## 구성
- 3분요약: 이시각 주요 뉴스를 간단하게 정리한다.
- 자세히들어가혁: 하루 이슈 중 중요한 내용을 깊이있게 살펴본다.
- 알아봤지현: 이지현 기자가 매일 생활에 도움이 되는 정보를 직접 취재해 알기 쉽게 전달한다.
- 만나볼가혁: 다양한 인물을 인터뷰한다.

## 같이 보기
- JTBC